# 戰損比
戰損比（英文：Kill Death Ratio），又簡稱KD比、KDR、K/D，是在電子遊戲多人對戰中用來表示數據的一種方式，為「擊殺數除以死亡數」。可被視為評估電子遊戲玩家技術的標準。該統計方式已被多個電子遊戲採用，包含《全民槍戰》、《特戰英豪》、《決勝時刻》系列等多個多人連機遊戲皆有採用K/D比來計算玩家的水準。通常玩家的平均戰損比約落在1上下。
戰損比通常在玩家一進入對戰遊戲時便會開始記錄，玩家在遊戲初期可能因為熟悉遊戲模式與玩法造成死亡數增加，此時的KD比並不能反映出玩家的技術。而一旦KD比穩定後，則可被細化為正戰損比（大於等於1）與負戰損比。在遊戲心理上，有著負戰損比的玩家可能會感到挫折並退出遊戲。